# Lycium
Lycium  L., 1753 è un genere di piante appartenente alla famiglia delle Solanacee.

## Tassonomia
Il genere comprende le seguenti specie:
- Lycium acutifolium E.Mey. ex Dunal
- Lycium afrum L.
- Lycium amarum Lu Q.Huang
- Lycium ameghinoi Speg.
- Lycium americanum Jacq.
- Lycium amoenum Dammer
- Lycium anatolicum A.Baytop & R.R.Mill
- Lycium andersonii A.Gray
- Lycium arenicola Miers
- Lycium armatum Griff.
- Lycium arochae F.Chiang, T.Wendt & E.J.Lott
- Lycium athium Bernardello
- Lycium australe F.Muell.
- Lycium barbarum L.
- Lycium barbinodum Miers
- Lycium berlandieri Dunal
- Lycium boerhaviifolium L.f.
- Lycium bosciifolium Schinz
- Lycium brevipes Benth.
- Lycium bridgesii (Miers) R.A.Levin, Jill S.Mill. & G.Bernardello
- Lycium californicum Nutt. ex A.Gray
- Lycium carolinianum Walter
- Lycium cestroides Schltdl.
- Lycium chanar Phil.
- Lycium chilense Bertero
- Lycium chinense Mill.
- Lycium ciliatum Schltdl.
- Lycium cinereum Thunb.
- Lycium confertum Miers
- Lycium cooperi A.Gray
- Lycium cuneatum Dammer
- Lycium cyathiforme C.L.Hitchc.
- Lycium cylindricum Kuang & A.M.Lu
- Lycium dasystemum Pojark.
- Lycium decumbens Welw. ex Hiern
- Lycium densifolium Wiggins
- Lycium depressum Stocks
- Lycium deserti Phil.
- Lycium distichum Meyen
- Lycium edgeworthii Dunal
- Lycium eenii S.Moore
- Lycium europaeum L.
- Lycium exsertum A.Gray
- Lycium ferocissimum Miers
- Lycium flexicaule Pojark.
- Lycium fremontii A.Gray
- Lycium fuscum Miers
- Lycium gariepense A.M.Venter
- Lycium geniculatum Fernald
- Lycium gilliesianum Miers
- Lycium glomeratum Sendtn.
- Lycium grandicalyx Joubert & Venter
- Lycium hantamense A.M.Venter
- Lycium hirsutum Dunal
- Lycium horridum Thunb.
- Lycium humile Phil.
- Lycium infaustum Miers
- Lycium intricatum Boiss.
- Lycium isthmense F.Chiang
- Lycium kopetdaghi Pojark.
- Lycium leiospermum I.M.Johnst.
- Lycium leiostemum Wedd.
- Lycium macrodon A.Gray
- Lycium makranicum Schönb.-Tem.
- Lycium martii Sendtn.
- Lycium mascarenense A.M.Venter & A.J.Scott
- Lycium megacarpum Wiggins
- Lycium minimum C.L.Hitchc.
- Lycium minutifolium J.Rémy
- Lycium ningxiaense R.J.Wang & Q.Liao
- Lycium oxycarpum Dunal
- Lycium pallidum Miers
- Lycium parishii A.Gray
- Lycium petraeum Feinbrun
- Lycium pilifolium C.H.Wright
- Lycium puberulum A.Gray
- Lycium pubitubum C.L.Hitchc.
- Lycium pumilum Dammer
- Lycium qingshuigeense Xu L.Jiang & J.N.Li
- Lycium rachidocladum Dunal
- Lycium repens Speg.
- Lycium ruthenicum Murray
- Lycium sandwicense A.Gray
- Lycium schaffneri A.Gray ex Hemsl.
- Lycium schizocalyx C.H.Wright
- Lycium schreiteri F.A.Barkley
- Lycium schweinfurthii Dammer
- Lycium shawii Roem. & Schult.
- Lycium shockleyi A.Gray
- Lycium sokotranum R.Wagner & Vierh.
- Lycium stenophyllum J.Rémy
- Lycium strandveldense A.M.Venter
- Lycium tenue Willd.
- Lycium tenuispinosum Miers
- Lycium tetrandrum Thunb.
- Lycium texanum Correll
- Lycium torreyi A.Gray
- Lycium truncatum Y.C.Wang
- Lycium villosum Schinz
- Lycium vimineum Miers
- Lycium yunnanense Kuang & A.M.Lu